# 乞迪兒

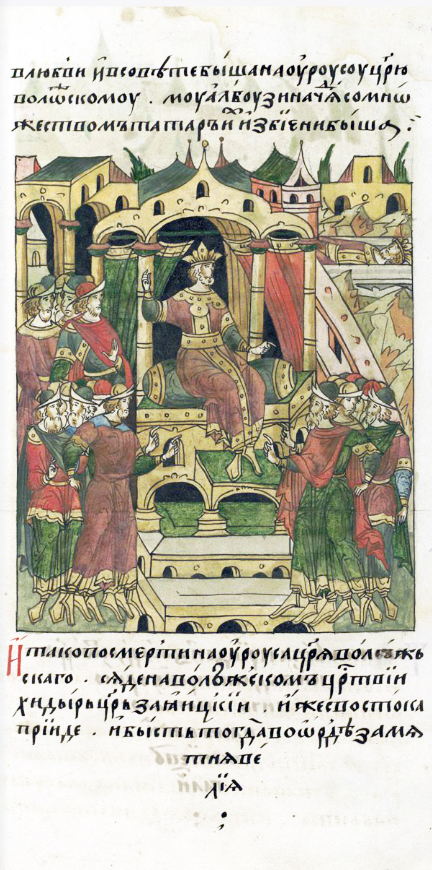
乞迪兒

乞迪兒（？—1361年），又作希思兒，钦察汗国（金帐汗国）第十五任可汗，白帐汗斡儿答的后代，薩昔不花的儿子。阿必散、穆巴拉·火者的弟弟。
1360年1月，纳兀鲁斯将哥哥忽里纳刺杀后继位钦察汗国汗位。1360年6月，乞迪兒从东方带兵到伏尔加国，杀死纳兀鲁斯，夺得金帐汗国的汗位。他在古里斯丹、别剌古里斯丹、新萨莱、花剌子模和阿咱黑等地铸币。派使者去联络俄罗斯王公德米特里·康斯坦丁诺维奇。1361年8月，他的长子帖木儿火者杀死了他和他的幼子，篡夺汗位。
| 前任： 纳兀鲁斯 | 金帐汗国君主 1360年—1361年 | 繼任： 帖木儿火者 馬麥 (二十年的權臣) |